# 藤原直

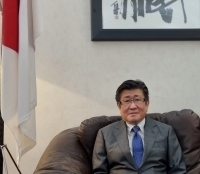
在エディンバラ日本国総領事館ウェブページより

藤原 直（ふじわら ただし、1961年〈昭和36年〉8月3日 - ）は、東京都出身の日本の外交官。
在ニュージーランド大使館公使、在クウェート大使館公使、農畜産業振興機構理事などを経て、2021年10月から在エディンバラ総領事を務める。

## 略歴
- 1984年3月　東京大学経済学部経済学科卒業
- 1984年4月　外務省入省
- 2006年4月　大臣官房人事課企画官 兼 大臣官房考査・政策評価官室
- 2006年8月　大臣官房考査・政策評価官
- 2007年9月　内閣官房副長官補付内閣参事官 兼 内閣官房行政改革推進室参事官 兼 行政改革推進本部事務局
- 2008年2月　在ネパール日本国大使館 参事官
- 2011年12月　在ニュージーランド日本国大使館 参事官
- 2012年7月　在ニュージーランド日本国大使館 公使
- 2015年11月　在クウェート日本国大使館 公使
- 2018年10月　独立行政法人農畜産業振興機構 理事
- 2021年10月　外務省在エディンバラ日本国総領事館 総領事

## 同期
- 有吉勝秀（23年コスタリカ大使・20年エルサルバドル大使）
- 礒正人（22年クロアチア大使・18年デュッセルドルフ総領事）
- 伊藤康一（24年ギリシャ大使・20年ニュージーランド大使）
- 伊藤直樹（24年ベトナム大使・19年バングラデシュ大使・17年シカゴ総領事）
- 今村朗（23年セルビア大使・20年ジョージア大使・23年セルビア大使）
- 岩井文男（20年サウジアラビア大使・15年イラク大使）
- 大森茂（17年セネガル大使・15年法務省名古屋入国管理局長）
- 岡田隆（20年アフガニスタン大使）
- 岡庭健（24年アラブ首長国連邦大使・21年ケニア大使）
- 菊田豊（21年ネパール大使・18年ナイジェリア大使）
- 下川眞樹太（22年フランス、アンドラ大使・19年ベルギー大使・17年大臣官房長・16年国際文化交流審議官）
- 杉山明（24年ノルウェー大使・21年特命全権大使（国際テロ対策・組織犯罪対策協力担当）・18年スリランカ大使・17年儀典長・15年内閣審議官・13年山形県警察本部長）
- 鈴木哲（19年インド大使・17年総合外交政策局長・16年国際情報統括官）
- 竹若敬三（21年北極担当大使・19年ラオス大使）
- 千葉明（22年バチカン大使、19年ASEAN大使・16年ロサンゼルス総領事）
- 梨田和也（19年タイ大使・17年国際協力局長）
- 藤山美典（22年スイス兼リヒテンシュタイン大使）
- 正木靖（23年インドネシア大使・20年EU大使・17年欧州局長）
- 森下敬一郎（21年エクアドル大使・17年コロンビア大使）
- 山上信吾（20年オーストラリア大使・18年経済局長・17年国際情報統括官）
- 山田洋一郎（22年モルドバ大使・20年立命館アジア太平洋大学アジア太平洋学部教授（出向）・17年シアトル総領事）
- 山野内勘二（22年カナダ大使・18年ニューヨーク総領事・16年経済局長）